# La Ragazzona
La caracca La Ragazzona andò persa per naufragio l'8 dicembre 1588 all'entrata del porto di El Ferrol, mentre ritornava dalla spedizione della Invincibile Armata.

## Storia
Per l'allestimento della Invincibile Armata con cui invadere l'Inghilterra, re Filippo II di Spagna si rivolse a ogni possibile fornitore da cui acquistare le navi per tentare l'impresa, arrivando anche a noleggiare le navi dei privati. Alla Repubblica di Venezia vennero praticamente sequestrate tre navi appartenente a privati cittadini, le caracche: La Ragazzona, la Balanzera e Labia, incorporate nella flotta come “contratado en régimen de alquiler” (appalto a noleggio).  La cosa portò a un incidente diplomatico tra la Repubblica di Venezia e il Regno di Spagna, con l'ambasciatore veneziano alla corte di Madrid Girolamo Lippomano che seguì strettamente la questione, informandone il doge Pasquale Cicogna. La caracca La Ragazzona era stata costruita a Ragusa, in Dalmazia, era armata con 32 cannoni in bronzo e aveva 300 uomini d'equipaggio.
La caracca La Ragazzona era arrivata ad Alicante al seguito della squadra spagnola della Sicilia comandata da Martín de Bertendona, e poi a Lisbona, carica di vino di candia e di malvasia il 1º febbraio 1588, al seguito della e fu sequestrata dal provveditore Francisco Duarte il 16 dello stesso mese. Si trattava della nave più grande assegnata alla flotta del duca di Medina Sidonia. L'unità divenne Capitana della squadra del Levante, composta da dieci imbarcazioni, al comando di Martín de Bertendona erede di una lunga stirpe di marinai baschi. La nave venne allestita a Lisbona come nave per trasporto rifornimenti e imbarcò 28 cannoni  e soldati spagnoli. Il suo proprietario era Jácome Regazona, e la caracca venne posta sotto il comando militare del capitano Santo Corzo. L'equipaggio a Lisbona era composto da 80 marinai, e da 344 soldati di fanteria (134 della compagnia di Pedro Camacho, 76 di Francisco de Céspedes e 134 di Pedro Sandoval Ponce de León). La Ragazzona seguì i movimenti del galeone San Martín, nave ammiraglia della flotta, dalla partenza da Lisbona il 30 maggio 1588 fino a quando una tempesta, tra il 18 e 19 giugno, non disperse la flotta d'invasione. Ci volle molto tempo per assemblare di nuovo la flotta, tanto che il 24 La Ragazzona era entrata nel porto di La Coruña dove, rifornita di viveri e acqua, riprese il mare il 22 luglio con il resto della flotta spagnola.
La caracca rimase gravemente danneggiata nel corso della grande battaglia della Manica contro gli inglesi, dove ebbe modo di distinguersi nel grande combattimento. L'ammiraglia di de Bertendona, come usale per le navi spagnole, tentò invano di portarsi all'abbordaggio della Ark Royal, nave di bandiera di Lord Howard, riuscendo ad avvicinarsi molto, anche se l'unità inglese eluse l'attacco con facilità, dandogli la poppa. Secondo un rapporto dell'ambasciatore veneziano Girolamo Lippomano, il duca informò Sua Maestà che La Ragazzona aveva combattuto molto bene nell'azione dell'8 agosto.
Molto danneggiata la nave, che si staccò dal grosso della flotta il 2 settembre, e riuscì a ritornare in Spagna in mezzo alle tempeste, arrivando a Muros, in Galizia, il 10 ottobre, con l'equipaggio stremato. Attraccato in questo porto, Martín de Bertendona, contro la propria volontà e quella del capitano e pilota della nave, vi partì il 4 dicembre per trasferirla a La Coruña secondo gli ordini del marchese di Cerralbo, governatore della Galizia, che a sua volta eseguiva quelli di re Filippo II. Il giorno 6, a causa del maltempo, ha nave ha perso due ancore durante l'ancoraggio alle isole Sisargas; dopo essere ripartita con grande difficoltà grazie all'aiuto di due pinnaces biscagliane, il giorno successivo La Ragazzona raggiunse l'entrata del porto di destinazione.
Il vento impediva alla nave di entrarvi, neanche con l'aiuto della galea Diana y Princesa, tanto che alle 23:00 del 7 dicembre la nave rischiò di naufragare. Con fatica Bertendona riuscì ad entrare a El Ferrol alle tre del mattino dell'8 dicembre alla luce della luna. Una volta dentro l'estuario, sotto violento temporale da sud-ovest la caracca si incagliò a causa del forte vento e della mancanza di ancore.
Dalla nave vennero rimossi i principali pezzi d'artiglieria, parte dei rifornimenti e delle munizioni, nel tentativo di recuperarla, ma essa affondò a causa della rottura dello scafo sulle rocce di Cabo Prioriño.
Terminati i lavori di costruzione del forte sull'isola di San Antón (La Coruña), su di esso fu montata l'artiglieria pesante recuperata della nave, giusto in tempo per poterla utilizzare efficacemente. Nel maggio 1589 Sir Francis Drake e John Norreys attaccarono il porto di La Coruña, e i marinai sopravvissuti de La Ragazzona li usarono per difendere la città. In quella battaglia la moglie di un ufficiale spagnolo, María Pita, afferrò la spada del marito morente e con essa uccise un inglese, prima di radunare i soldati spagnoli, che scacciarono gli inglesi dalle mura.
Il relitto della caracca venne avvistato per la prima volta da un subacqueo locale nel 1990. Nel 2013 David Fernández Abella, ricercatore presso la Facoltà di Storia dell'Università di Santiago di Compostela (USC), fu posto capo di un team archeologico chiamato Arqueopat. I suoi membri hanno trascorso una settimana immergendosi nelle fredde acque dell'insenatura, alla ricerca dei resti della caracca che lì giaceva, indisturbata, da 425 anni.
Le immersioni sono iniziate nel marzo 2013 con il supporto di Argos SL, una società di archeologia subacquea galiziana, e della Diving Unit della Marina spagnola, con sede nelle vicinanze di El Ferrol, che fornì supporto logistico sotto forma di subacquei, serbatoi d'aria e barche d'appoggio. Dopo tre giorni consecutivi di immersioni vennero trovarono i resti arrugginiti di alcuni grossi cannoni di ferro, con tutta probabilità appartenuti a La Ragazzona.

### Annotazioni
1. ↑  Tra di essi un gigantesco pezzo del peso di 52 quintali fuso in Germania da Gregorio Loeffer Agustanus all'epoca dell'Imperatore Carlo V, e che sparava palle di ferro da 40 libbre. Posteriormente imbarcò anche due cannoni del peso ognuno di 50 quintali, precedentemente utilizzati sulla nave La Juliana.

### Fonti
1. 1 2 3 4 5 6  González-Aller Hierro 2013, p. 11.
2. 1 2 3 4 5 6 7 8 9  El Pais.
3. 1 2 3  González-Aller Hierro 2013, p. 10.
4. ↑  Beltrame, Gelichi, Miholjek 2014, p. 42.
5. 1 2 3 4 5 6 7 8 9 10  Cultura.
6. ↑  González-Aller Hierro 2013, p. 12.
7. 1 2 3  González-Aller Hierro 2013, p. 13.
8. 1 2 3 4 5  González-Aller Hierro 2013, p. 14.